# Shizuo Ban
Shizuo Ban (* 16. November 1896 in Tokio; † 13. Oktober 1989 in Osaka) war ein japanischer Bauingenieur.

## Leben
Ban ging in Tokio zur Schule und studierte von 1918 bis 1921 an der Universität Tokio. 1922 bis 1933 war er Assistenzprofessor an der Universität Kyoto und in dieser Zeit 1928 an der Universität Tokio promoviert. Seine Dissertation befasste sich mit dem Thema Stahlbetonkonstruktionen. Von 1931 bis 1933 war er zu einem Studienaufenthalt an der TH Karlsruhe und der ETH Zürich. Danach wurde er Professor in Kyoto, dies blieb er bis zu seiner Emeritierung 1959. Von 1964 bis 1974 war er Direktor der Bauforschungsgesellschaft in Osaka und anschließend bis 1983 deren Vorsitzender.

## Schriften
- Knickung der rechteckigen Platte bei veränderlicher Randbelastung. In: Proceedings of the International Association for Bridge & Structural Engineering (IABSE). Band 3. Zürich 1935, S. 1–18.
- Formänderung der hyperbolischen Paraboloidschale. In: Proceedings of the International Association for Bridge & Structural Engineering (IABSE). Band 13. Zürich, S. 1–16.